# Brookesia ebenaui
Brookesia ebenaui är en ödleart som beskrevs av  Oskar Boettger 1880. Brookesia ebenaui ingår i släktet Brookesia och familjen kameleonter. IUCN kategoriserar arten globalt som sårbar. Inga underarter finns listade.